# Raionul Mostovoi, județul Berezovca
Raionul Mostovoi a fost unul din cele patru raioane ale județului Berezovca din Guvernământul Transnistriei între 1941 și 1944.

## Localități
- Mostove